# South Stoke (Oxfordshire)
Pour les articles homonymes, voir South Stoke.
South Stoke est une paroisse civile et un village de l'Oxfordshire, en Angleterre.